# بودیسم و مسیحیت

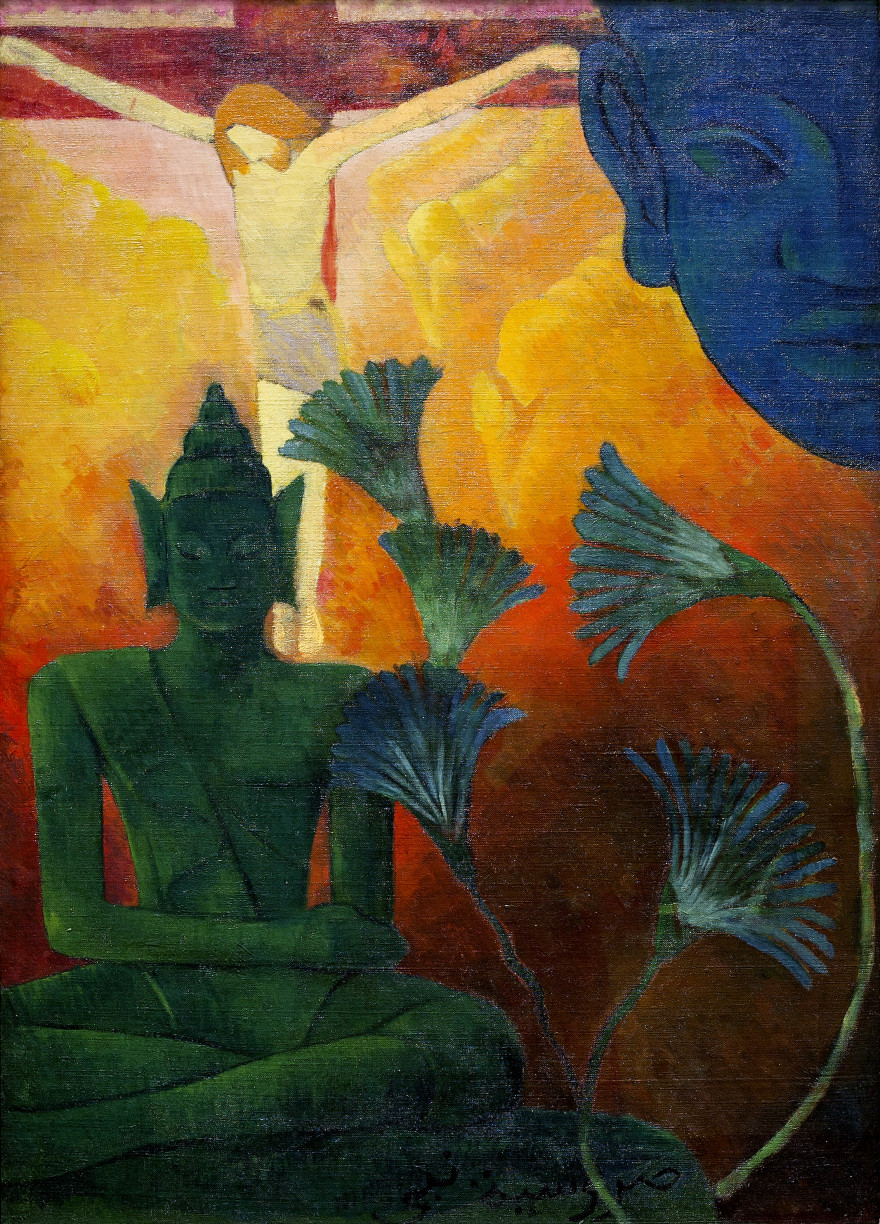
مسیح و بودا اثر پل رانسون، ۱۸۸۰

به نظر میرسد بین بودیسم و مسیحیت اولیه در جهان مدیترانه‌ای ارتباطی وجود داشته است. مبلغان بودایی از سال ۲۵۰ قبل از میلاد توسط امپراتور آشوکا از هند به سوریه، مصر و یونان فرستاده شدند که این نشان‌دهنده همان ارتباط بین دو دین است. از جمله مهم‌ترین تفاوت‌های بین این دو دین، وجود جایگاه توحید برای خداوند در مسیحیت و جهت‌گیری بودیسم به سمت غیر خداگرایی (عدم ارتباط با وجود خدای خالق) است که در تضاد با آموزه‌های مربوط به خدا در مسیحیت قرار دارد. این اعتقاد موجب جریان یافتن باور فیض و رحمت در مسیحیت در برابر باور به کارما در بودیسم تراوادا قرار میگیرد.
در دوره مسیحیت اولیه، برخی از مسیحیان نخستین از وجود بودیسم که هم در یونان و هم در روم رواج داشت، اطلاع داشتند. اکثر دانشمندان مدرن مسیحی، هرگونه مبنای تاریخی برای سفرهای عیسی به هند یا تبت را رد کرده‌اند و تلاش‌هایی برای نشان دادن تشابهی نمادین را به عنوان مواردی از پاراللومانیا می‌بینند که شباهت‌ها را بیشتر از حد بزرگ می‌کنند.
با این حال، در شرق، تلفیق گرایی بین مسیحیت نستوری و بوداگرایی در امتداد جاده ابریشم در دوران باستان و قرون وسطی بسیار گسترده بود، و به ویژه در کلیسای شرق قرون وسطی در چین، همانطور که توسط سوتراهای عیسی نشان داده شده است.